# Vom Alk zum Hulk
Vom Alk zum Hulk ist das achte Soloalbum des Berliner Rappers Silla. Es erschien am 7. August 2015 als Standard- und Premium-Edition sowie als Limited-Boxset über das Label Major Movez und wird von Universal Music vertrieben. Das Album wurde unter anderem von den Musikproduzenten Hijackers, KD-Beatz und Menju produziert. Die meisten Songs des Albums befassen sich mit dem Thema Bodybuilding.

## Covergestaltung
Das Albumcover der Standard-Edition ist comicartig gehalten und zeigt Silla als grünen Hulk, der seine Fäuste ballt und einen Berg Flaschen zerschlägt. Oben im Bild steht der blaue Schriftzug Silla und am unteren Bildrand VAZH (was für Vom Alk zum Hulk steht) in Weiß. Das Cover der Premium-Edition ziert das gleiche Motiv. Allerdings ist der Schriftzug Silla in Rot gehalten und am unteren Bildrand steht VAZH Premium Edition in Weiß. Die iTunes-Edition ziert ein schwarz-weißes Cover, das eine Hulk-Comicfigur zeigt, die ihre Fäuste ballt und die gleichen Tattoos wie Silla auf ihrem Oberkörper trägt. Davor liegen zerbrochene Flaschen. Über dem Bild steht der Titel VAZH und darunter der Schriftzug Silla in Schwarz. Der Hintergrund ist weiß gehalten.

## Gastbeiträge
Auf der Standard-Edition sind neben Silla keine weiteren Künstler vertreten. Lediglich der Bonussong Die Letzten ihrer Art – Remix ist eine Massenkollaboration mit den Rappern Lakmann, Boz, Crackaveli, Said, Basstard, Amar, RLS, RAF Camora, MoTrip, JokA, King Orgasmus One, Herzog, B-Tight, Blokkmonsta, Credibil, Solo, Blut & Kasse, Instinkt, Bizzy Montana, Hayat und Matondo.

## Titelliste
| #  | Titel                    | Länge |
| -- | ------------------------ | ----- |
| 1  | Warm Up                  | 2:02  |
| 2  | G.O.D.                   | 3:37  |
| 3  | Der K-K- ihr wisst schon | 2:48  |
| 4  | Die Letzten ihrer Art    | 3:18  |
| 5  | Gainz                    | 3:29  |
| 6  | Sixpack                  | 3:36  |
| 7  | Adrenalin Boost          | 3:42  |
| 8  | Cardio King              | 3:35  |
| 9  | Mr. Olympia              | 3:27  |
| 10 | Arnold                   | 3:41  |
| 11 | Veteran                  | 3:09  |
| 12 | Du bist echt             | 3:26  |
| 13 | Deadline                 | 2:46  |
| 14 | Flex Cover               | 3:53  |
| 15 | Vom Alk zum Hulk         | 3:27  |
| 16 | Cool Down                | 5:26  |

Bonus-Songs der iTunes-Edition:
| #  | Titel          | Länge |
| -- | -------------- | ----- |
| 17 | 100 Killa Bars | 4:59  |
| 18 | Dope Dealer    | 3:48  |
| 19 | Adonis         | 3:32  |

Bonus-Songs der Premium- und Limited-Edition:
| #  | Titel                         | Gastmusiker | Länge |
| -- | ----------------------------- | --- | ----- |
| 17 | Generation Eisen              | |       |
| 18 | Massephase                    | |       |
| 19 | Proteinshake                  | |       |
| 20 | Die Letzten ihrer Art – Remix | Lakmann, Boz, Crackaveli, Said, Basstard, Amar, RLS, RAF Camora, MoTrip, JokA, King Orgasmus One, Herzog, B-Tight, Blokkmonsta, Credibil, Solo, Blut & Kasse, Instinkt, Bizzy Montana, Hayat, Matondo |       |

+ Instrumentals zu allen Liedern

## Chartplatzierungen
Vom Alk zum Hulk stieg am 14. August 2015 auf Platz fünf in die deutschen Albumcharts ein, was für Silla den bislang höchsten Charterfolg bedeutet. Es konnte sich zwei Wochen in den Top 100 halten.

## Singles und Videos
| Professionelle Bewertungen | Professionelle Bewertungen |
| -------------------------- | -------------------------- |
| Kritiken                   |                            |
| Quelle                     | Bewertung                  |
| laut.de                    | [ 5 ]                      |
| Backspin                   | [ 6 ]                      |
| rappers.in                 | [ 7 ]                      |

Am 28. Februar, 3. April, 8. Mai und 19. Juni 2015 erschienen Musikvideos zu den Liedern 100 Killa Bars, Die Letzten ihrer Art, G.O.D. sowie Arnold. Alle Songs wurden auch als Singles zum Download ausgekoppelt. Außerdem wurde am 20. Juli ein neun-minütiges Snippet auf YouTube veröffentlicht und am 2. August 2015 erschien ein Video zu Die Letzten ihrer Art – Remix. Am 10. August 2015 wurde ein weiteres Musikvideo zum Track Du bist echt veröffentlicht.